# Kreuzkirche (Rösrath-Kleineichen)

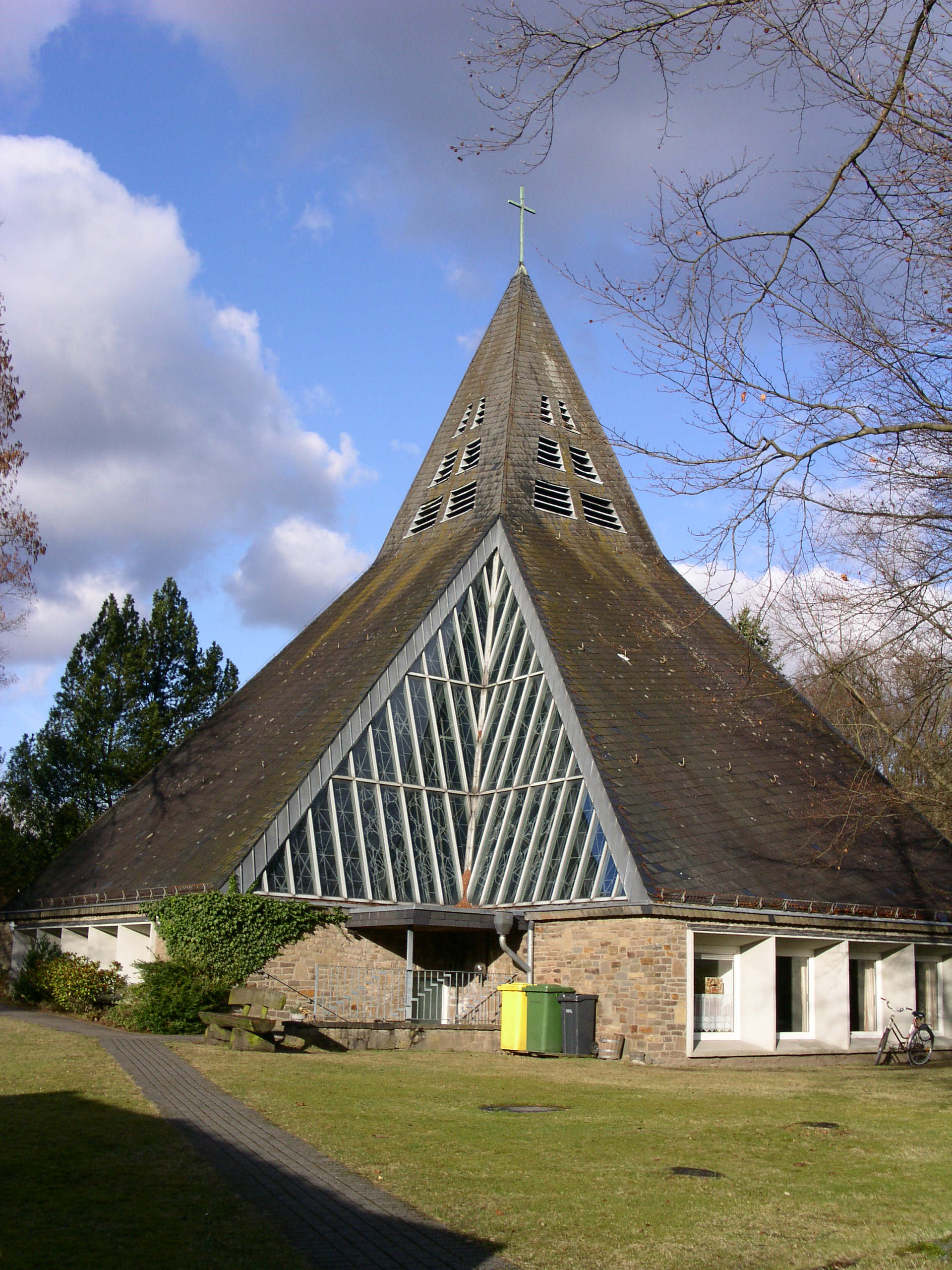
Evangelische Kreuzkirche in Rösrath-Kleineichen

Die evangelische Kreuzkirche liegt im Rösrather Stadtteil Kleineichen. Das Gotteshaus dient seit 2013 als Kolumbarium.

## Vorgeschichte
Eine hölzerne Baracke an der Bismarckstraße diente nach dem Zweiten Weltkrieg ab 1946 den Katholiken Kleineichens als Notkirche. 100 DM zahlte damals das Erzbistum Köln als Monatsmiete. Bis 1952 durften auch die evangelischen Christen darin ihre Gottesdienste feiern. Dann plante der Grundstückseigentümer an gleicher Stelle die Errichtung eines neuen Wohngebäudes. Am 10. Juni 1952 wurde die Notkirche abgerissen. Etwa 600 evangelische Gläubige brauchten nun eine neue Versammlungsstätte.

## Baugeschichte
Bereits 1950 gründete sich die Evangelische Frauenhilfe Kleineichen. 25.000 DM sammelten die Frauen und ermöglichten damit 1954 den Erwerb eines Kirchengrundstücks am Eiserweg. 1962 entwarf der Forsbacher Architekt Horst Welsch die Pläne für eine evangelische Kirche in Kleineichen. Am 7. Juni 1964 wurde die Kreuzkirche eingeweiht. Anwesend beim ersten Gottesdienst in der neuen pyramidenförmigen Zeltkirche war neben dem Rösrather Bürgermeister Matthias Großmann, dem Gemeindedirektor Ewald Kreuzberg und dem Landrat Hubert Görg auch Pfarrer Jakob Schmitz von der katholischen Pfarrgemeinde Rösrath.
An der Ausgestaltung der Kirche wirkte der Kölner Künstler Egino Weinert mit. Die Orgel wurde 1969 von Klaus Becker erbaut und 2013 in die Kapelle des Lukaskrankenhaus Neuss umgesetzt.

## Umwidmung
Das Presbyterium der evangelischen Kirchengemeinde Volberg-Forsbach-Rösrath beschloss 2011, in dem Kirchenraum ein Kolumbarium einzurichten. Gebühren für Urnengräber sollen als Einnahmequelle zum Unterhalt des Gebäudes beitragen.
Am 1. Oktober 2012 erfolgte die Umwandlung der Kirche in ein Kolumbarium. Am 23. März 2013 wurde die Begräbnisstätte geweiht.

## Konfessionelle Hilfe
Sowohl zu Zeiten der katholischen Notkirche als auch in der katholischen Rektoratskirche, die am 6. Juli 1952 eingeweiht wurde, räumten die Katholiken ihren evangelischen Mitchristen bis zur Fertigstellung der evangelischen Kreuzkirche ein Gastrecht in ihrer Kirche ein. Auch das Kolumbarium ist nicht konfessionsgebunden.